# Echte Betonie
Die Echte Betonie (Betonica officinalis, bekannt auch als Stachys officinalis) ist eine Pflanzenart aus der Gattung der Betonien (Betonica) innerhalb der Familie der Lippenblütler (Lamiaceae).

## Weitere Trivialnamen
Weitere Trivialnamen für Betonica officinalis sind: Betonie (selten auch Bethonie; lateinisch Betonica, früher unter anderem auch Bethonica und Batunge), Heil-Ziest, Heilbatunge, Flohblume, Pfaffenblume, Zahnkraut oder Zehrkraut.

## Beschreibung

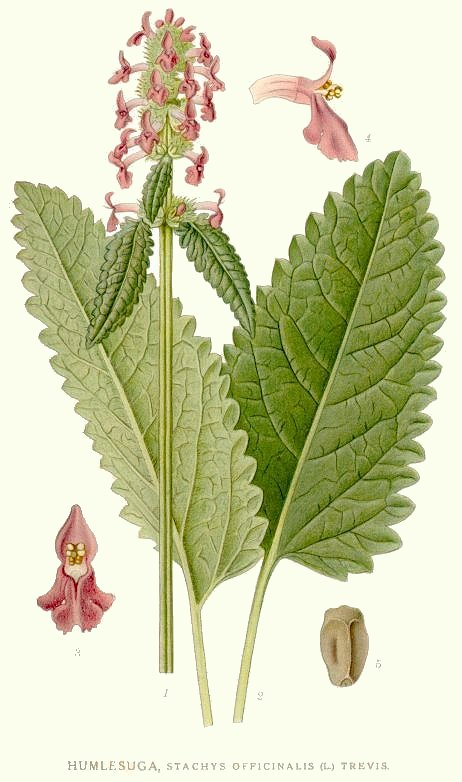
Illustration von Carl Axel Magnus Lindman

Die Echte Betonie ist eine sehr variable Art (Sammelart), von der zahlreiche infraspezifische Taxa beschrieben wurden.

### Vegetative Merkmale

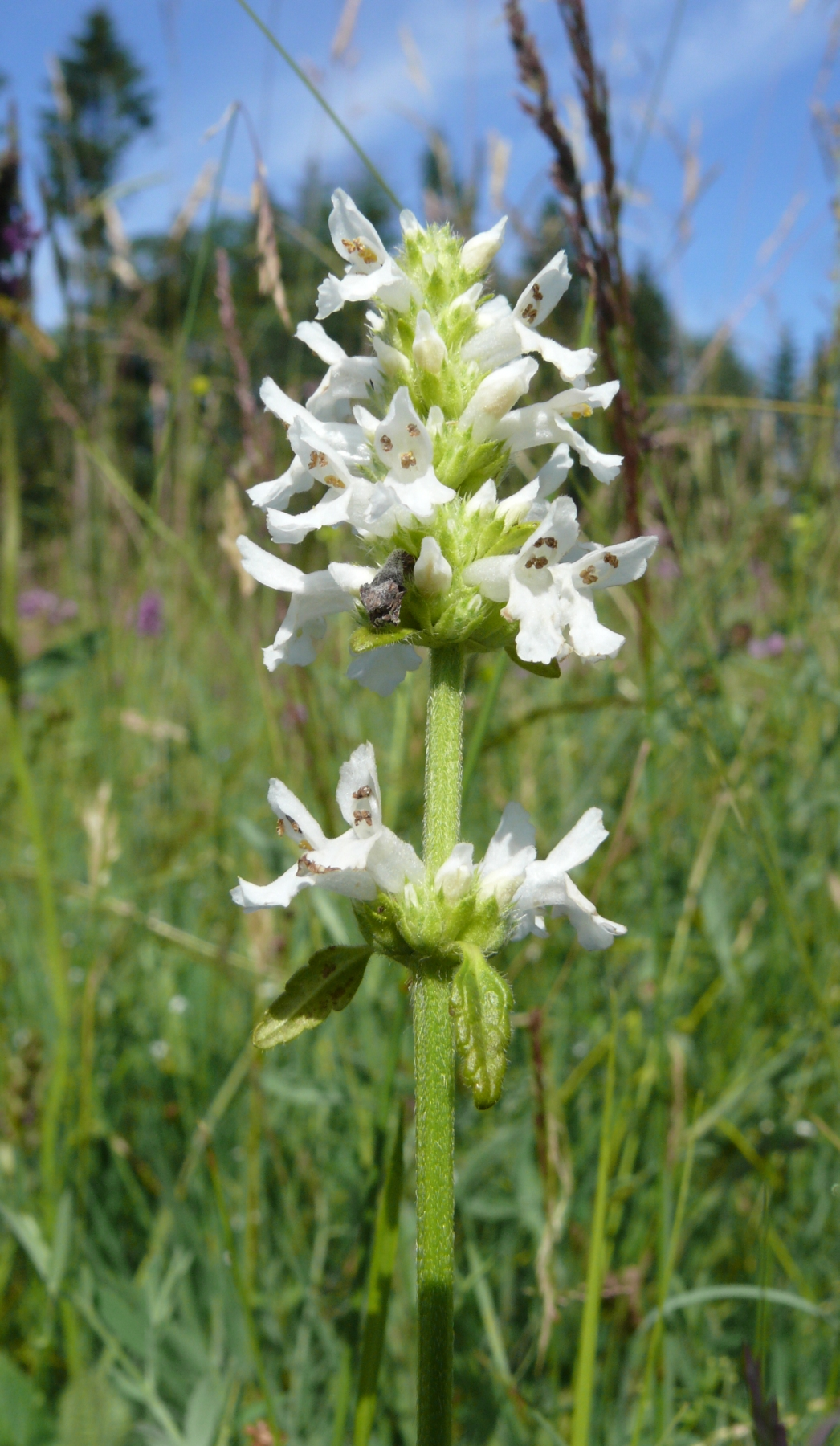
Weißblühende Betonie

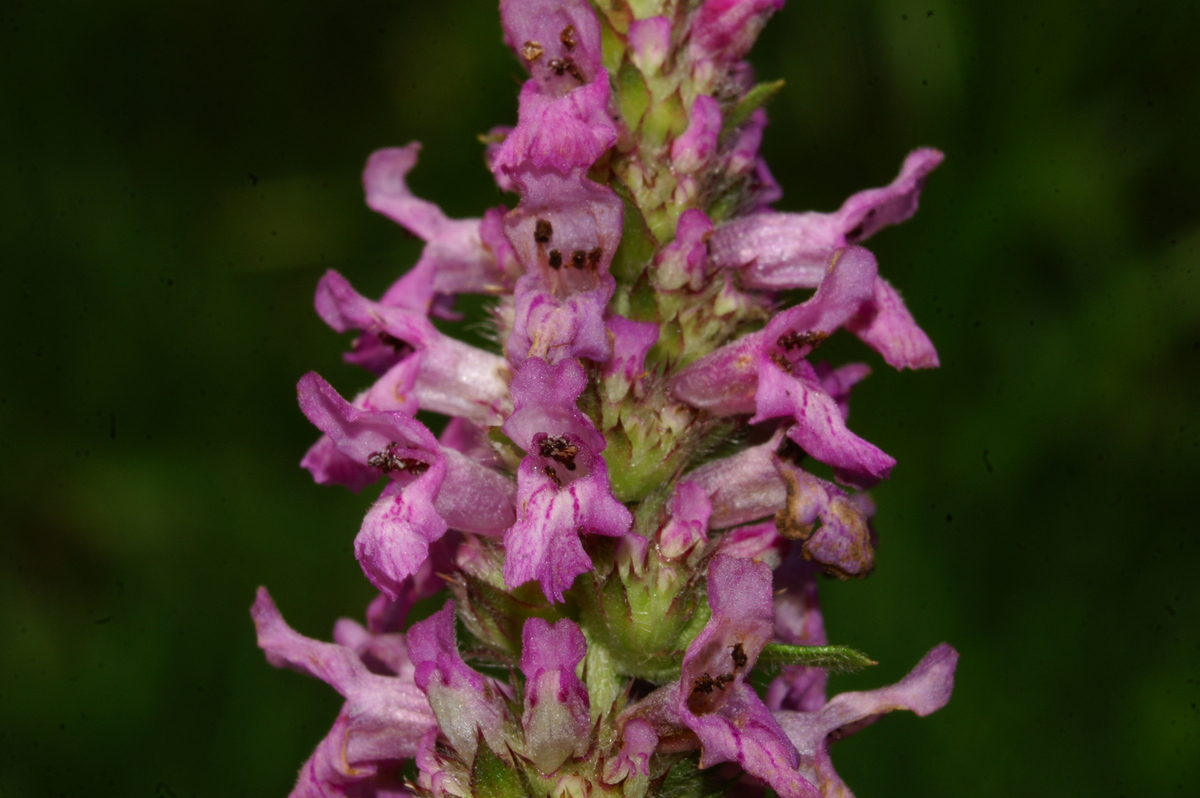
Rotblühende Betonie

Die Echte Betonie ist eine ausdauernde krautige Pflanze und erreicht Wuchshöhen von zumeist 30 bis 80 (20 bis 120) Zentimetern. Als Hemikryptophyt bildet sie ein unterirdisches, knotiges Rhizom als Überdauerungsorgan aus. Der Stängel ist aufrecht, charakteristisch stumpf vierkantig und fast kahl oder trägt bis zu 1,5 Millimeter lange, anliegende Trichome (Indument).
Ein Teil der Laubblätter steht in einer grundständigen Rosette; ihr Blattstiel ist 4 bis 12 Zentimeter lang. Zwei bis drei Paare der Laubblätter sind kurz gestielt bis sitzend und kreuzgegenständig am Stängel angeordnet. Die einfachen Blattspreiten sind schmal-eiförmig bis oval (die unteren bis zu 12 Zentimeter lang). Die Spreite ist an beiden Enden abgerundet oder an der Basis mit herzförmig. Ihr Blattrand ist gezähnt oder gekerbt. Die Zähne oder Kerben haben eine Breite von 2 bis 5 Millimeter. Es liegt Netznervatur vor. Die Blattunterseite ist mehr oder weniger behaart.

### Generative Merkmale
Die Blütezeit reicht von Juni bis September. Der Blütenstand ist aus unten locker angeordneten Scheinquirlen nach oben zu einem dichten scheinährigen Blütenstand zusammengesetzt. Die Scheinquirle enthalten jeweils etwa zehn Blüten. Es sind fünf bis zehn sitzende, laubblattähnliche Tragblätter vorhanden.
Die zwittrigen Blüten sind zygomorph und fünfzählig mit doppelter Blütenhülle. Die fünf Kelchblätter sind röhrig verwachsen, 5 bis 7 Millimeter lang, behaart und in ihrem oberen Teil oft violett und besitzen undeutlich hervorgehobene Nerven. Die Kelchröhre ist etwa 5 Millimeter lang und endet mit insgesamt fünf Kelchzähnen. Die fünf roten, violetten, rosa- bis dunkelrosafarbenen, selten weißen Kronblätter sind 8 bis 15 Millimeter lang; sie sind zu einer Kronröhre verwachsen, die zweilippig endet. Die Kronröhre ist innen völlig kahl. Die Kronunterlippe besitzt einen großen zweizipfeligen Mittellappen und zwei kleine zahnförmige, oft fehlende Seitenlappen. Die Oberlippe ist etwa 4 Millimeter lang, deutlich helmförmig, zum oberen Ende hin flacher werdend gewölbt.
Die äußeren violett-braunen Staubblätter sind anfänglich parallel angeordnet und drehen sich spätestens zum Ende der Anthese nach außen. Durch diese Eigenschaft unterscheidet sich die Gattung der Betonien von den meisten Lippenblütlern, teilt dieses Merkmal aber mit Arten der Gattung der Zieste. Zwei Fruchtblätter sind zu einem Fruchtknoten verwachsen, der an jedem Fruchtknotenfach nur zwei Samenanlagen enthält.
Die Blütenformel stellt sich folgendermaßen dar: {\displaystyle \downarrow K_{(5)}\;[C_{(5)}\;A_{4-2}]\;G_{\underline {(|2)}}}
Die Klausenfrucht zerfällt zu vier glatte, braune und über 3 Millimeter lange Teilfrüchte, die als Klausen bezeichnet werden.
Die Chromosomenzahl beträgt 2n = 16.

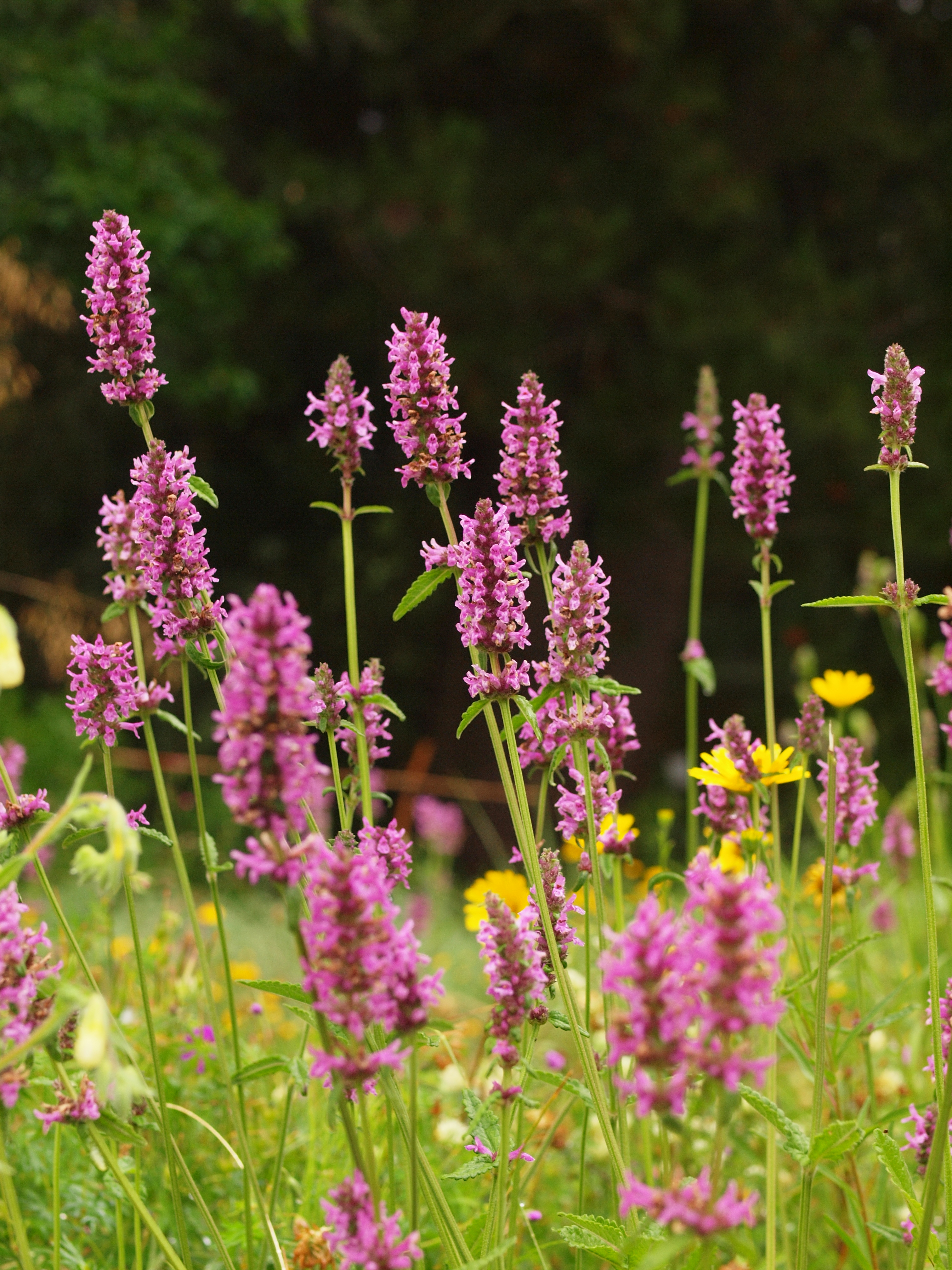
Rosafarbene Blüten an langen Scheinquirlen finden sich in der typischen Form der Steppen und warmer Laubwald-Standorte

### Chemotaxonomische Charakteristik
Betonica officinalis enthält Polyphenole wie Bitter- und Gerbstoffe, sowie vor allem Stachydrin, Betonicin, Turicin, Cholin und andere Alkaloide aus der Familie der Betaine. Der Gehalt an ätherischen Ölen ist gering. Diesem geringen Gehalt an ätherischen Ölen wird daher keine pharmakologische Wirkung zugesprochen.
Im Bezug des pharmazeutischen Kenntnisstandes zur Betonica officinalis ist die Bewertung der Inhaltsstoffe und ihre Wirkung auf den menschlichen Körper ausschlaggebend.
Die Gesamtheit der pharmazeutisch relevanten Pflanzeninhaltsstoffe sind dabei:
- 0,5 % Betaine mit viel Betonicin und weniger Stachydrin und Turcin
- 0,5 % Kaffeesäure, daneben Chlorogen- und Rosmarinsäure
- Phenylpropanderivate: 4-Kaffeoylchinasäure (Kryptochlorogensäure), Neochlorogensäure, 1-Kaffeoylchinasäure (Pseudochlorogensäure)
- Harpagid
- Flavonoide
- Gerbstoffe
- Bitterstoffe
- Cholin
- Ätherisches Öl, in Spuren
- Flavinglykosid
- Glykoside

## Ökologie

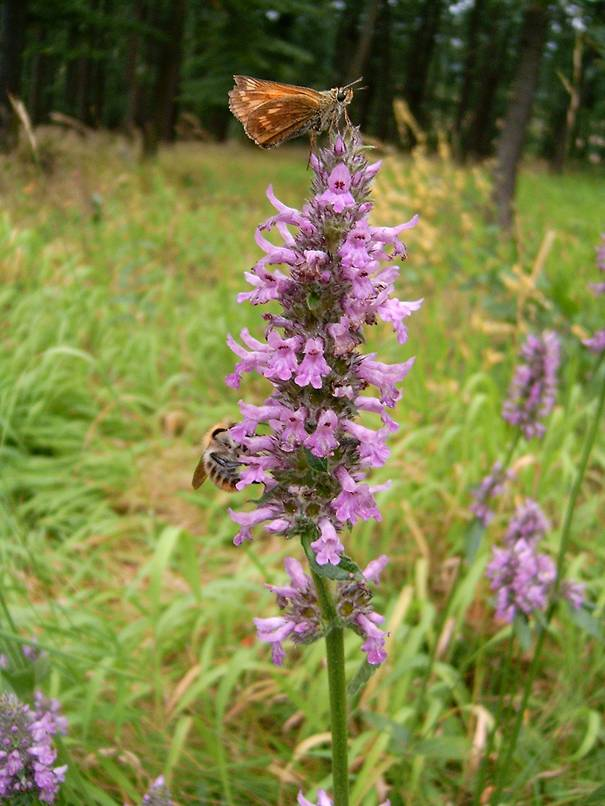
Der Rostfarbige Dickkopffalter (Ochlodes sylvanus) nutzt Pflanzen wie den Heilziest als Sitzplatz zur Verteidigung seines Reviers. Dort kann er sich am Nektar des Heilziests stärken.

Blütenökologisch handelt es sich um nektarführende, vormännliche Lippenblumen. Sie werden durch Bienen (besonders Hummeln), Schmetterlinge und Schwebfliegen bestäubt; gegen Ende der Blütezeit ist auch spontane Selbstbestäubung möglich.
Diasporen sind die Klausen. Die Ausbreitung der Diasporen erfolgt als Windstreuer (auch Tierstreuer). Die Ausbreitung der Diasporen erfolgt endochor, epizoochor oder anemochor.
Wechseltrockene Streuwiesen mit der Echten Betonie sind Habitate des Heilziest-Dickkopffalters, dessen Wirtspflanze die Echte Betonie ist. Der Heilziest-Dickkopffalter ist in Deutschland nur von drei regionalen Vorkommen in Baden-Württemberg und Bayern bekannt.

## Vorkommen und Pflanzensoziologie
Der Verwandtschaftskreis um die Echte Betonie (unter anderem Betonica alopecuros) entfaltet sich größtenteils in der höheren montanen Stufe der submeridionalen Gebirge vom westlichen Mittelmeergebiet bis zum Tienschan (Betonica betoniciflora) mit einem Zentrum im Kaukasus (Betonica longifolia, Betonica nivea).
Die in verschiedene Unterarten aufgegliederte Art Betonica officinalis besiedelt dabei als einzige ein ausgedehntes Areal in der Gemäßigten Zone, das vom Atlantik bis zum Ural reicht (noch in der Cyrenaika in Nordafrika). Einen Vorkommensschwerpunkt findet sie in lockeren Gehölzen und Halbtrockenrasen zusammen mit zahlreichen anderen lichtliebenden Pflanzen. Die Arealdiagnose lautet dabei: (meridional/montan) – submediterran/(montan) – temperat (ozeanisch) in Europa und Westsibirien.
In Europa reicht das geschlossene Verbreitungsgebiet bis 58° nördlicher Breite, weiter nördlich finden sich nur vereinzelte, unbeständige Vorkommen. Im Nordwesten ist sie dabei selten oder fehlt.
Die Echte Betonie nimmt auf ihren Standorten eine breite ökologische Amplitude ein. Zerstreut kommt sie in Moorwiesen, mageren Bergwiesen und Heidegesellschaften vor. Sie gedeiht meist auf feuchten, basenreichen oft kalkarmen Böden an etwas wärmeren Standorten. Sie kommt außerdem in verschiedenartigen Waldtypen, Strauchgesellschaften und unterschiedlichen Degradationsstadien von Laubwäldern vor.
In den Südostdinarischen Hochgebirgen des Durmitor- und Prokletije-Gebirges fand Radomir Lakušić Betonica officinalis als Charakterart der Pflanzengesellschaft Stachydi-Festucetum pseudoxanthinae, aus dem Verband Festucion albanicae der verbreitetsten südostdinarischen alpinen Pflanzenordnung Crepidetalia dinaricae, die zur temperat westeurasisch verbreiteten pflanzensoziologischen Vegetationsklasse alpiner und subalpiner Blauried- und Nacktried-Kalkmagerrasen (Elyno-Seslerietea) gehört.
Weiterhin tritt Betonica officinalis in Südosteuropa in xerothermen Orient-Hainbuchenwäldern an der ostadriatischen Mittelmeerküste auf, die oft zu Gebüschen degradiert sind.
In montanen Kulturwiesen der Balkanhalbinsel ist sie in mäßig feuchten, nährstoffreichen Fettwiesen der Niederungen (Arrhenatherion), wie in Trocken- und Halbtrockenrasen der Balkaneichen-Zone verbreitet. Die letztgenannten Standorte der ostbalkanischen xerophilen Trockenrasen im pflanzensoziologischen Verband Chrysopogoni-Danthonion sind schon durch zahlreiche Steppenelemente gekennzeichnet. In Griechenland, Südbulgarien und Serbien ist Betonica officinalis als stetiges Element der weitverbreiteten Balkaneichen-Zerreichenwälder zu betrachten. Auch im Tataren-Ahorn-Flaumeichen-Steppenwald der Donauniederung Ungarns, Bessarabiens und Bulgariens ist die Echte Betonie häufig. Stetig ist Betonica officinalis in wärmeliebenden Kiefernwäldern auf Serpentinit und Dolomit in Westserbien.
Im feuchteren Gebirgsklima findet sich die Betonie in mitteleuropäischen Magerrasen der pflanzensoziologischen Assoziation Bromo-Plantaginetum auf basenreichen Böden ein.
Nach Ellenberg ist sie eine Halblichtpflanze, intermediär-kontinental verbreitet, auf stickstoffarmen Standorten wachsend und in Mitteleuropa wie im nördlichen Südosteuropa eine Verbandscharakterart der Pfeifengras-Streuwiesen (Molinion).
Die ökologischen Zeigerwerte nach Landolt et al. 2010 sind in der Schweiz: Feuchtezahl F = 3w+ (mäßig feucht aber stark wechselnd), Lichtzahl L = 4 (hell), Reaktionszahl R = 3 (schwach sauer bis neutral), Temperaturzahl T = 3+ (unter-montan bis ober-kollin), Nährstoffzahl N = 3 (mäßig nährstoffarm bis mäßig nährstoffreich), Kontinentalitätszahl K = 2 (subozeanisch).
In den Allgäuer Alpen steigt sie nur bis zu einer Höhenlage von 900 Metern auf. In den Vogesen erreicht sie sogar 1400 Meter, im Inntal 1420 Meter, in Graubünden etwa 1700 Meter und in Südtirol 1800 Meter Meereshöhe.

## Systematik
Die Erstveröffentlichung von Betonica officinalis erfolgte 1753 durch Carl von Linné in Species Plantarum, Tomus II, S. 573.
Betonica officinalis gehört aktuell zur Gattung Betonien (Betonica) und wurde (etwa als Stachys betonica) von manchen Autoren der Gattung der Zieste (Stachys) zugeordnet.
Als Sammelart mit zahlreichen Unterarten und infraspezifischen Taxa mit stark differenzierten morphologischen Merkmalen war die genaue Beschreibung der Echten Betonie eine taxonomisch schwierige Angelegenheit. In einer Revision der europäischen Arten der Gattung Betonica durch Marianne Jeker bei Elias Landolt am Geobotanischen Institut, Stiftung Rübel, der Universität Zürich wurde im Jahre 1993 die Artengruppe der Echten Betonie an Vergleichsmaterial aus ganz Europa durch multi- und univariate statistische Analysen charakteristischer Merkmale (insbesondere Kelch und Kelchzähne, vegetative Organe, Behaarung, Form, Charakteristik und Größe der Oberlippe der Blumenkrone, Länge der Blütenröhre, sowie Phänologie) in die Arten Betonica officinalis s. str., Betonica haussknechtii, Betonica serotina und Betonica stricta aufgeteilt. Diese bilden mit Betonica alopecuros s. l., Betonica scardica, Betonica hirsuta und Betonica grandiflora einen engen Verwandtschaftskreis, der sich auch durch Kreuzungsversuche bestätigen ließ. Auf phytochemischer Ebene zeigte sich die Gattung uniform, was von Jeker im Jahre 1993 auf eine erst kürzlich stattgefundene Radiation der Sippe zurückgeführt wird. Nach Untersuchungsergebnissen aus dem Jahre 1989 unterscheidet sich die Gattung Betonica phytochemisch dagegen deutlich von Stachys, was deren Ausgliederung daraus weiter bestätigt hat.
Sie gliedert sich in folgende Unterarten, die teilweise unter dem Gattungsnamen Betonica noch keinen gültigen Namen auf Unterartebene besitzen:
- Betonica officinalis var. algeriensis (de Noé) Ball (Syn.: Stachys officinalis subsp. algeriensis (de Noé) Franco), ist auf der Iberischen Halbinsel und in Nordwestafrika verbreitet.[25]
- Betonica officinalis subsp. haussknechtii Nyman (Syn.: Betonica haussknechtii (Nyman) Uechter ex Hausskn.,[28] Stachys officinalis subsp. haussknechtii (Nyman) Greuter & Burdet), kommt als weißblühende Unterart in Mittelgriechenland, Südost-Bulgarien und in der Türkei vor.[25]
- Betonica officinalis L. subsp. officinalis (Syn.: Stachys officinalis (L.) Trev., Stachys betonica Benth., Stachys bulgarica (Degen & Nejceff) Hayek, Betonica glabriflora Borbás, Betonica peraucta Klokov, Betonica brachyodonta Klokov, Betonica fusca Klokov), kommt in Europa bis zum Kaukasus vor.[25]
- Betonica officinalis L. subsp. peredae (M.Laínz) Carlón, M.Laínz, Moreno Mor., Rodr.Berd. & Ó.Sánchez (Syn.: Stachys officinalis (L.) Trevis. subsp. peredae M.Laínz): Diese erst 2014 hierher gestellte Unterart kommt in Spanien vor. Sie ist nach R. Govaerts zu Betonica officinalis subsp. officinalis zu stellen.[25]
- Späte Betonie (Betonica officinalis var. serotina (Host) Nyman; Syn.: Stachys officinalis subsp. serotina (Host) Hayek, Betonica serotina Host), ist in Italien und im Nordwesten der Balkanhalbinsel verbreitet.[25] Sie hat rosafarbene Blüten mit deutlich schmäleren Blattsegmenten.[29]
- Stachys officinalis subsp. skipetarum Jáv., ist ein Endemit Albaniens.[25]
- Betonica officinalis subsp. velebitica (A.Kern.) Nyman (Syn.: Stachys officinalis subsp. velebitica (A.Kern.) Hayek, Betonica velebitica A.Kern.), kommt nur im Nordwesten der Balkanhalbinsel vor.[25]

Neuere Untersuchungen mit molekulargenetischen Untersuchungsmethoden werden in diesem Artikel nicht berücksichtigt.

## Etymologie
Für die Art Betonica officinalis werden verschiedene deutsche Trivialnamen verwendet: Echte Betonie oder kurz Betonie, Braune Betonie, Bethonie, Batunge, Zehrkraut, Heilziest oder Flohblume. Eine Braune Betonie (möglicherweise Mehlprimel oder Zwerg-Primel) wurde von einer Weißen Betonie unterschieden. Bei einer „roten Batunge“ kann es um Geflecktes Lungenkraut handeln. Die Weiße Betonie wurde als Schlüsselblume gedeutet. Der lateinische Artname Betonica lässt sich vom spanischen Volksstamm der Vettonier ableiten, welche die Pflanze nach Plinius zum ersten Mal als Arzneimittel eingesetzt haben. Die volkstümlichen Namen leiten sich oft vom Namen Betonica, der alten lateinische Bezeichnung der Echten Betonie ab. Althochdeutsch (700–1050) bathenia, pandonia, patönig, mittelhochdeutsch (1050–1350) betonick, bathonie, bethonie, batōnje und neuhochdeutsch (1650 bis Gegenwart) Batunge, Batenge.
In den slawischen Ländern des Balkans beziehen sich die Volksnamen der Betonie auf ihre Wundheilkraft: ranilist (serbisch bzw. kroatisch für „Wundblatt“), navadni čistec (slowakisch für „Wundheiler“) oder ranjenik (Verletzter). In den angelsächsischen Ländern wurde die Echte Betonie im Mittelalter St. Antony’s Tea („Tee des Hl. Antonius“) genannt.

## Geschichte

### Heilpflanze der Antike und des Mittelalters
Seit der herausgehobenen Nennung der Echten Betonie als Heilpflanze in De materia medica durch Dioskurides hatte diese 1800 Jahre eine große historische Bedeutung als Phytopharmakon.

„Das Kestron, welches auch Psychotrophon heißt, weil es in den kältesten Gegenden sich findet und welches die Römer Vettonica nennen, ist ein Kraut mit dünnem, vierkantigem Stengel von der Höhe einer Elle oder größer. Die Blätter sind groß, weich, denen der Eiche ähnlich, am Rande eingeschnitten, wohlriechend, an der Wurzel aber größer.“

Ihre weite Nutzung in der Antike und im Mittelalter ist durch die häufige Darstellung in klassischen Medizin- und Kräuterbüchern vielfach belegt.
Im europäischen Mittelalter wird die Echte Betonie in den Pflanzenlisten der kaiserlichen Gärten Karls des Großen 812 erwähnt. Als geschätzte Heilpflanze hatte sie dadurch einen Stammplatz in jedem Kloster- und Apothekergarten oder wurde um Kirchen gepflanzt. Die Betonie hatte auch als Amulett-Kraut große Beliebtheit und wurde mit roter Wolle ums Handgelenk oder um den Hals getragen. Diese magische Applikation sollte unter anderem auch vor Hexerei schützen. Auch in der angelsächsischen Kultur hatte die Betonie neben dem Echten Eisenkraut die größte Wertschätzung als Schutzmittel gegen Hexerei.
Diese hohe Stellung zeigt auch ein englisches Gedicht des 14. Jahrhunderts (ca. 1400. A treatise in rhyme on the virtues of herbs.), das stilistisch auf älteren lateinischen Vorbildern basierte, wo unter den 24 besungenen Kräutern die Echte Betonie an erster Stelle steht:

„Of erbs xxiiij I woll you tell by and by
Als I fond wryten in a boke at I in boroyng toke
Of a gret ladys preste of gret name she barest
At Betony I wol begyn at many vertuos het within.“

Im 20. Jahrhundert verschwand sie vermutlich durch die zu groß überlieferte Indikationsfülle aus dem Arzneischatz, wie der aktuellen Arzneipraxis. Neue Untersuchungen belegen aber die Plausibilität überlieferter Indikationen aufgrund der tatsächlichen Inhaltsstoffe, für die nach aktuellem pharmazeutischem Wissen auch die überlieferte breite historische arzneiliche Nutzung belegbar ist. Darunter fallen insbesondere Indikationen im Zusammenhang der Erkrankungen der Atemwege, des Magen-Darm-Traktes, der Harnwege sowie als Analgetikum bei Schmerzen. In der Volksmedizin hat die Betonie aber nach wie vor ihren festen Platz behaupten können.

### Betonie in „Kräuterbüchern“ – 1. bis 16. Jahrhundert – Auswahl

#### Griechisch-Römische Antike
- Dioskurides. De materia medica. 1. Jahrhundert Buch IV, Kapitel 1.[45]
- Plinius. Naturalis historia. Buch XXV, § 84 (Kapitel XLVI) (Digitalisat Latein) (Digitalisat Ausgabe Külb 1840–1864 Deutsch)
- Galenos. De simplicium medicamentorum temperamentis ac facultatibus. 2. Jh. Buch VII, Kapitel X/21.[46]

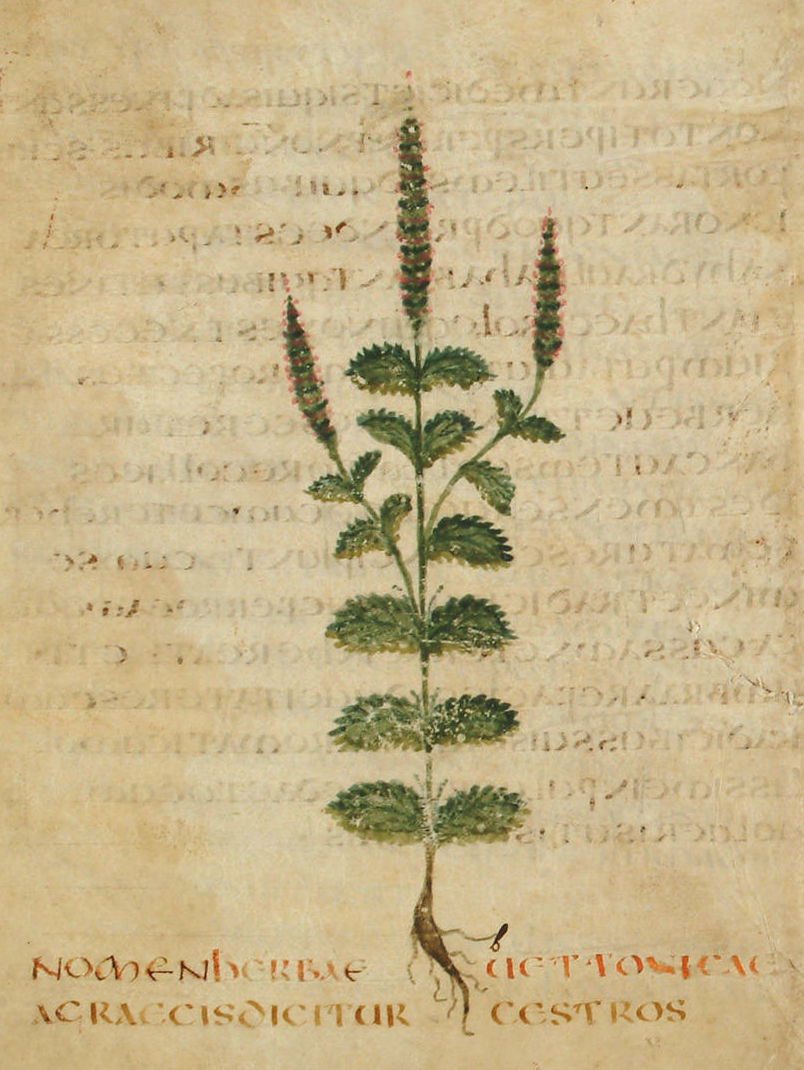
Betonie (Vettonica). Pseudo-Musa-Manuskript. Leiden, 6. Jahrhundert

#### Spätantike
- Pseudo-Musa. De herba vettonica liber. Der Text ist im 4. Jahrhundert entstanden. Das älteste erhaltene Manuskript stammt aus dem 6. Jahrhundert und wird in Leiden aufbewahrt.[47] Die Abhandlung De herba vettonica liber ist eine Monographie über Betonica mit falscher Zuschreibung an Antonius Musa, den Leibarzt des römischen Kaisers Augustus. Sie wurde zusammen mit weiteren Abhandlungen in den Pseudo-Apuleius-Codices überliefert.

#### Arabisches Mittelalter
Keine Erwähnung fand die Betonie in folgenden wichtigen Werken zur Drogenkunde der Arabischen Medizin des Mittelalters:
- Ibn al-Dschazzar, 10. Jahrhundert, Liber de gradibus simplicium. In der lateinischen Übersetzung durch Konstantin den Afrikaner, 11. Jh.[48]
- Ibn Butlan, 11. Jahrhundert, Taqwim es-sihha – Tacuinum sanitatis in medicina[49]
- Avicenna, 10./11. Jahrhundert, Kanon der Medizin, Buch 2 über die einfachen Arzneimittel.[50]

Das Kitāb al-jāmiʿ li-mufradāt al-adwiya wa al-aghdhiya – Große Zusammenstellung über die Kräfte der bekannten einfachen Heil- und Nahrungsmittel des Abu Muhammad ibn al-Baitar, 13. Jh., zitierte im Kapitel über die Betonie Dioskurides, Plinius und Galen, aber keine arabischen Autoren. In arabischen Übersetzungen der Abhandlung De materia medica des Dioskurides wurde das Kapitel Kestron – Betonie überliefert.
Der Liber aggregatus in medicinis simplicibus (Pseudo-Serapion) des Ibn Wafid, 11. Jahrhundert, (in der Übersetzung von Simon von Genua, 13. Jahrhundert) enthält ein Kapitel über Kastara – Betonica.

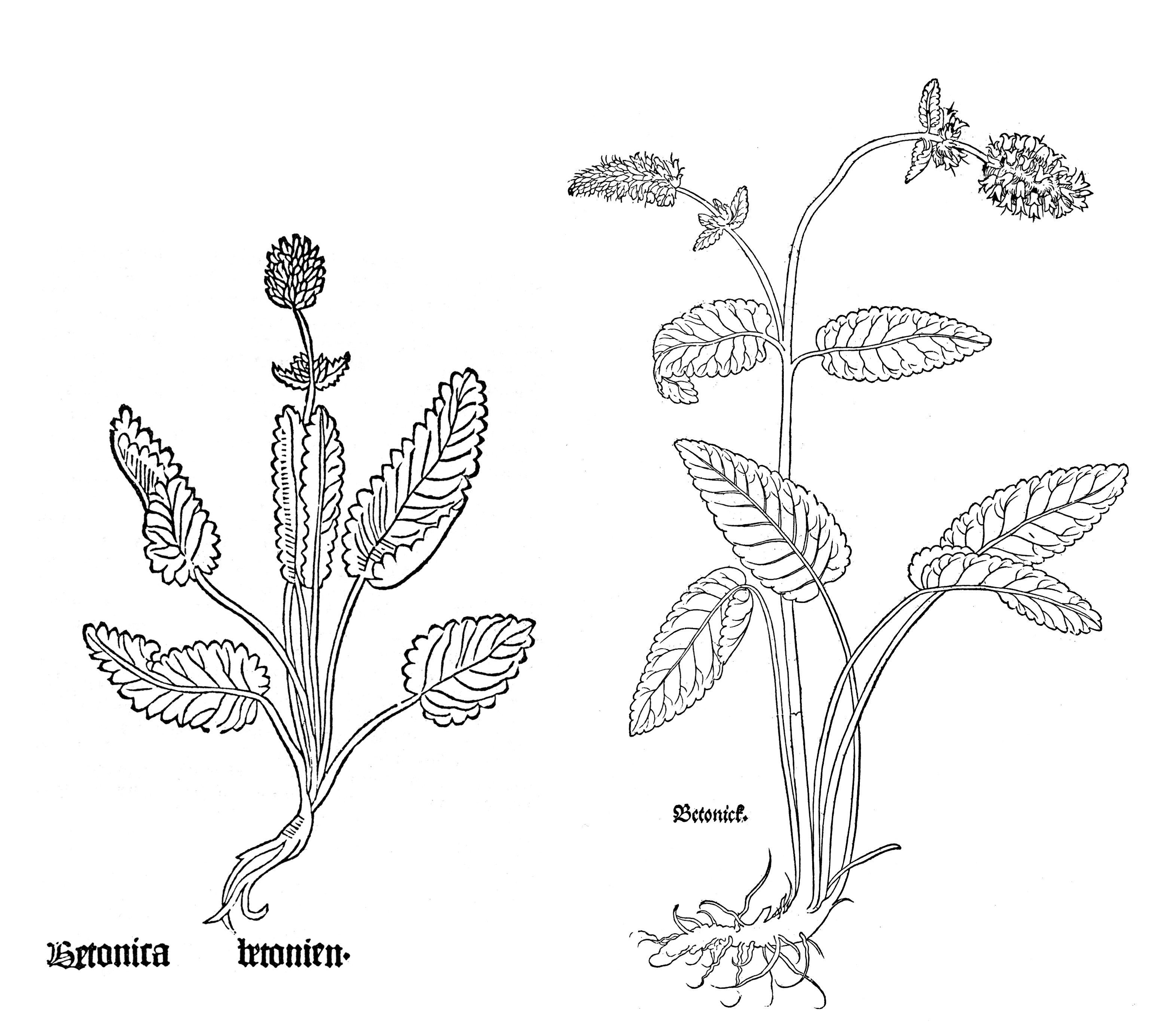
Abbildung der Betonie. Links: Gart der Gesundheit 1485. Rechts: Leonhart Fuchs 1543. Weitere historische Abbildungen:

#### Lateinisches Mittelalter
- Walahfrid Strabo. Liber de cultura hortorum. 9. Jahrhundert[62]
- Macer floridus. 11. Jahrhundert[63]
- Circa instans. 12. Jahrhundert[64]
- Hildegard von Bingen. Physica. 12. Jahrhundert Buch I, Kapitel 128.[65]
- Galgant-Gewürz-Traktat. 13. / 14. Jahrhundert[66]
- Konrad von Megenberg. Buch der Natur. 14. Jahrhundert[67]
- Gabriel von Lebenstein. Gebrannte Wässer. 14. / 15. Jahrhundert[68]
- Michael Puff. Büchlein von den ausgebrannten Wässern. 15. Jahrhundert[69]
- Vitus Auslasser. Herbarius depictus. 1479.[70]
- Herbarius Moguntinus. Mainz 1484. Teil I, Kapitel 25.[71]
- Gart der Gesundheit. Mainz 1485. Kapitel 53.[72]
- Hortus sanitatis. Mainz 1491. Abschnitt I, Kapitel 64.[73]
- Hieronymus Brunschwig. Kleines Destillierbuch. Straßburg 1500.[74]

#### Kirchenslawisches Mittelalter 15. Jahrhundert
- Medizinischer Kodex Hilandars, wohl 15. Jahrhundert, Kapitelblatt 30b. Ein auf byzantinischen Traktaten sowie Übersetzungen lateinischer Kodizes der Schulen von Salerno und Montpellier basierender Kodex in kirchenslawischer Schrift serbischer Redaktion des Klosters Hilandar. Als Бѣтоника.[75]

#### Frühe Neuzeit – 16. Jahrhundert
- Otto Brunfels. Contrafayt Kreüterbuch […]. Straßburg 1532.[76]
- Hieronymus Bock. Kreüterbuch. Straßburg 1539.[77]
- Leonhart Fuchs. New Kreütterbuch. Basel 1543.[78]

### Aroma- und Färberpflanze
Angewandte Nutzungen fanden sich im Würzen von Wein und Bier. Bei Plinius dem Älteren wurde erstmals die Kombination mit Wein beschrieben. John Gerard, ein elisabethanischer Kräuterkundler, gab Rezepte zum Herstellen von Ale mit Kräutern, unter anderem der Echten Betonie heraus. Solche Biere, die mit Echter Betonie gebraut wurden, hatten auch einen medizinischen Hintergrund und wurden bis ins 18. Jahrhundert unter dem Namen Old Doctor Butler’s Head vermarktet, einem Begriff, der sich bis heute im Namen eines historischen Londoner Pubs erhalten hat.
In verschiedenen Redewendungen hat sich die kulturgeschichtliche Bedeutung der Echten Betonie erhalten. In Italien sagt ein Sprichwort Vende la tunica e compra la Betonia („Verkaufe deinen Mantel und kaufe Betonien“), und ein besonderer Mensch wird mit den Worten Ha più virtù che Bettonica („Er hat mehr Talente als die Betonie“) gelobt. 
Getrocknetes Betonienblattpulver ist ein Bestandteil von Schnupftabak wie beispielsweise Rowley’s British Herb Snuff, das einst ziemlich bekannt gegen Kopfschmerzen war. In der Alpenregion wird getrocknetes Betonienblatt geraucht, es soll dabei aufbauende Funktion zeigen.
In der Wollfärberei gaben getrocknete Echte Betonien den Textilien eine tiefe dunkle gelbe Farbe.
Von den vielfältigen Nutzungen ist insbesondere diejenige als Bienenweide bis heute erhalten. Die Echte Betonie gehört zu den reichtragenden Bienentrachtpflanzen und wird viel beflogen.